# ブラッド・フィーデル
ブラッド・フィーデル（Brad IRA Fiedel、1951年3月10日 - ）は、アメリカの作曲家。1984年公開の『ターミネーター』、1991年公開の『ターミネーター2』の音楽を手掛けたことで有名。アップステート・ニューヨークのバーロウ カトリック教会 高等学校を卒業した。
ダリル・ホール&ジョン・オーツのキーボード奏者として活動した。
1984年に、ジェームズ・キャメロンが彼を雇用し、SF映画ターミネーターの作曲をシンセサイザー1つで担当、以来、彼のキャリアの定義する仕事になった。

## 主な映画音楽
- ターミネーター The Terminator（1984）
- フライトナイト Fright Night (1985)
- バージンバケーション/ボクのナンパマニュアル教えます Fraternity Vacation (1985)
- ハリー奪還 Let's Get Harry (1986)
- 告発の行方 The Accused（1988）
- ゾンビ伝説 The Serpent and the Rainbow (1988)
- フライトナイト2/バンパイヤの逆襲 Fright Night Part 2 (1988)
- この愛の行方 Immediate Family (1989)
- ブルースチール Blue Steel (1990)
- ターミネーター2 Terminator 2: Judgment Day（1991）
- ファイティング・キッズ Gladiator (1992)
- スリー・リバーズ Striking Distance (1993)
- ブロンディー/女銀行強盗 The Real McCoy (1993)
- 瞳が忘れない/ブリンク Blink (1994)
- トゥルーライズ True Lies（1994）
- JM (映画) Johnny Mnemonic（1995）（インターナショナル版）
  - 日本版は マイケル・ダナが担当。
- ターミネーター3 Terminator 3: Rise of the Machines, T3 （2003）（テーマ曲のみ）
  - 主にマルコ・ベルトラミが担当。
- ターミネーター サラ・コナー・クロニクルズ Terminator:The Sarah Connor Chronicles、TSCC （2008）（テーマ曲のみ）
  - 主にベア・マクリアリーが担当。
- ターミネーター4 Terminator Salvation （2009）（テーマ曲のみ）
  - 主にダニー・エルフマンが担当。
- ターミネーター:新起動/ジェニシスTerminator Genisys （2015）（テーマ曲のみ）
  - 主にローン・バルフが担当。

## 使用機材
- フェアライトCMI - ターミネーター2で2台使用